# 阮籍衣冠冢
阮籍衣冠冢位于中国江苏省南京市秦淮区城西南凤凰台边花露北岗（一作花盝北岗）21号，今南京市第四十三中学校园内，为阮籍衣冠冢，一说为东晋中原世家大族南渡后阮氏为纪念先人而建，一说为东晋学子为纪念先贤而建。传明万历时李昭曾在此掘得石碣，上刻“晋贤阮籍之墓”，清光绪二十四年（1898年）立以新碑，上刻“先贤阮公讳籍字嗣宗”，文化大革命期间被毁。现墓为1981年整修，坐东朝西，墓前为1984年所立墓碑，上刻“晋贤阮籍之墓”，墓冢呈圆锥形，通高约1.85米，底径约5.3米，下砌以青灰色砖，上覆封土堆。

## 备注
1. ↑  在阮籍故乡，今河南省开封市尉氏县东南三十里的段庄有阮籍墓。